# Gustaaf Willem van Imhoff
Pour les articles homonymes, voir Imhoff.
Gustaaf Willem baron van Imhoff (né le 8 août 1705 à Leer - mort le 1er novembre 1750 à Batavia) fut gouverneur du Ceylan néerlandais puis des Indes Néerlandaises (l'Indonésie actuelle) pour la Compagnie néerlandaise des Indes orientales (VOC).

## Biographie
Il était issu d'une famille noble de Frise orientale. Son père était Wilhelm Heinrich Noble Seigneur vom Imhoff de la ville de Leer, en Allemagne, à quelques kilomètres de la frontière actuelle avec les Pays-Bas.
Il entra au service de la Compagnie en 1725 à Batavia (l'actuelle Jakarta) et obtint plusieurs promotions avant de devenir gouverneur de la colonie de la Compagnie à Ceylan en succédant à Jan Macaré le 23 juillet 1736.

### Gouverneur du Ceylan
Il mit un terme à la situation chaotique sur l'île. Il établit une relation constructive avec le roi de Kandy Vira Narendra Sinha. Parmi les gouverneurs néerlandais, van Imhoff fut l'un des plus attachés au progrès. Par exemple, il introduisit les noix de coco et la presse sur l'île.
Le roi Narendra était marié avec une princesse de Madurai, et son fils Sri Vijaya Rajsimha qui lui succéda à sa mort le 24 mai 1739 était considéré plutôt comme un Nayakkar Malabar (en) (Tamoul) que comme un Cinghalais (l'ethnie principale). Imhoff s'inquiétait au sujet de cette succession parce que des contacts plus étroits de l'île avec le sud de l'Inde pouvaient menacer le monopole commercial de la compagnie. Dans ses lettres, il exprime sa surprise de constater que les Sinhala acceptent un tel roi, « alors qu'ils regardent les Malabar d'une façon hautaine ». Aussi il voit dans cette situation une occasion. Il propose aux XVII Messieurs, les dirigeants de la compagnie, de chercher à diviser le royaume, mais les XVII rejettent la proposition : une guerre serait trop chère.
Malgré la production d'épices qui était très profitable, la colonie était toujours en déficit parce que les profits étaient attribués à la compagnie en général, pas à la colonie. Cette pratique évitait aux gouverneurs la tentation d'un trop grand faste, comme on avait pu l'observer à Goa.

### Gouverneur des Indes néerlandaises
Le 12 mars 1740, Willem Maurits Bruyninck le remplaça comme gouverneur et Imhoff regagna Batavia, où il découvrit une situation très pénible. Le Gouverneur-Général Vackenier trouvait la population chinoise des environs de la ville trop grande. Il essaya de les envoyer à Ceylan et en Afrique du Sud, mais une rumeur prétendant qu'ils allaient être jetés en pleine mer déclencha une insurrection. Vackenier la réprima par un massacre qui fit environ cinq mille victimes et Imhoff contesta sa politique brutale. Il fut arrêté et renvoyé en Hollande. Là, les XVII Messieurs le nommèrent Gouverneur-Général en remplacement de Valckenier.
En route vers Batavia, Imhoff visita Le Cap en Afrique au Sud, où il
découvrit que les citoyens néerlandais pénétraient de plus en plus à l'intérieur du pays et perdaient contact avec la compagnie. Il proposa d'améliorer l'éducation et le travail de l'Église protestante.
Au mois de mai 1743, il prit ses fonctions à Batavia, qu'il retrouvait en pleine guerre. Les princes de Java avait tiré profit du chaos pour lancer une guerre contre la compagnie. Imhoff réussit à rétablir la paix et commença ses réformes. Il créa une école latine, les premières postes aux Indes néerlandaises, un hôpital et un journal. Il fonda Buitenzorg (Bogor) et supprima le trafic d'opium. Il fit en 1746 une tournée d'inspection de tout le territoire de Java et décida de réformes institutionnelles.
Malheureusement, il y eut aussi des catastrophes. Un navire, le Hofwegen, fut frappé par la foudre et explosa dans le port de Batavia avec entre autres 6 tonnes d'argent. La perte fut énorme, six cent mille florins.
La politique progressiste d'Imhoff lui attira beaucoup d'ennemis, surtout lorsque, par son manque de diplomatie et de respect pour les coutumes locales, la colonie fut entraînée dans la Troisième Guerre de succession javanaise. Mis dans une position intenable par ses ennemis, il voulut démissionner mais la VOC ne le lui permit pas. Il dut ainsi rester en poste jusqu'à sa mort en 1750, et constater que le plus gros de son travail avait été vain.